# John Brownlie
John Brownlie (ur. 11 marca 1952 w Caldercruix) – szkocki piłkarz występujący na pozycji obrońcy oraz trener.
W barwach Hibernian rozegrał 213 spotkań i zdobył 14 bramek w Scottish Premier Division. Wraz z Hibernian wywalczył dwukrotnie wicemistrzostwo Szkocji (1974, 1975), a także osiągnął finał Pucharu Szkocji w 1972. W 1973 zwyciężył zaś z klubem w rozgrywkach Pucharu Ligi Szkockiej. Z kolei jako zawodnik Newcastle United i Middlesbrough wystąpił łącznie w 126 meczach Division Two i strzelił dwa gole.
W reprezentacji Szkocji zadebiutował 14 czerwca 1971 w przegranym 0:1 towarzyskim meczu ze Związkiem Radzieckim. W latach 1971–1975 w drużynie narodowej rozegrał siedem spotkań.